# Heinrich de Wall
Heinrich de Wall (* 1961) ist ein deutscher Rechtswissenschaftler.

## Leben
De Wall studierte Rechtswissenschaft an den Universitäten von Göttingen und Erlangen-Nürnberg. 1990 wurde er zur Staatslehre von Johann Friedrich Horn an der Universität Erlangen promoviert. Im Jahre 1997 folgte die Habilitation zur Anwendbarkeit privatrechtlicher Vorschriften im Verwaltungsrecht ebenfalls an der Universität Erlangen-Nürnberg.
Von 1998 bis 2001 war de Wall Inhaber des Lehrstuhls für Öffentliches Recht, Staatskirchen- und Kirchenrecht an der Universität Halle-Wittenberg. Als Nachfolger von Christoph Link wurde de Wall dann im Jahre 2001 auf den Lehrstuhl für Kirchenrecht, Staats- und Verwaltungsrecht an der Universität Erlangen-Nürnberg berufen. Hier ist er zugleich Leiter des Hans-Liermann-Instituts für Kirchenrecht. Er ist Mitglied der Vereinigung für Verfassungsgeschichte und Gründungsmitglied der Experteninitiative Religionspolitik.

## Forschung
De Wall forscht vor allem auf den Gebieten des evangelischen Kirchen- und Staatskirchenrechts wie auch der Verfassungsgeschichte. Er ist unter anderem seit 2006 Mitherausgeber der Zeitschrift der Savigny-Stiftung für Rechtsgeschichte – Kanonistische Abteilung.

## Schriften (Auswahl)
- Die Staatslehre Johann Friedrich Horns (ca 1629–1665). Aalen 1992.
- Die Anwendbarkeit privatrechtlicher Vorschriften im Verwaltungsrecht, dargestellt anhand der privatrechtlichen Regeln über Rechtsgeschäfte und anhand des Allgemeinen Schuldrechts. (= Jus Publicum. Band 46). Tübingen 1999.
- mit Axel Freiherr von Campenhausen: Staatskirchenrecht. 4. Auflage. München 2006.
- mit Michael Germann: Bürgerliche Freiheit und Christliche Verantwortung. Festschrift für Christoph Link zum 70. Geburtstag. Tübingen 2003.
- mit Stefan Muckel: Kirchenrecht. München 2014.
- als Herausgeber, zusammen mit Hans Ulrich Anke und Hans Michael Heinig: Handbuch des evangelischen Kirchenrechts. Mohr Siebeck, Tübingen 2016, ISBN 978-3-16-154606-8.